# Delaware Memorial Bridge
Die Delaware Memorial Bridge ist eine Autobahnbrücke, die aus zwei nebeneinander stehenden Hängebrücken besteht und den Interstate I-295 zusammen mit dem U.S. Highway 40 von New Jersey über den Delaware River nach Delaware führt. Die Brücke trägt ihren Namen in Erinnerungen an die Gefallenen beider Staaten aus den folgenden Kriegen: Zweiter Weltkrieg, Korea-Krieg, Vietnamkrieg, Operation Desert Storm.

## Planung
Bereits in den 20er Jahren bestand der Wunsch der lokalen Bevölkerung nach einer Brücke zwischen South New Jersey und der Region Wilmington–New Castle (Delaware) in Delaware. Nachdem 1926 die Benjamin Franklin Bridge eröffnet worden war, schien ein solches Bauwerk erst recht machbar. 1926 wurde als Übergangslösung eine Fährverbindung zwischen Pennsville (New Jersey) und New Castle (Delaware) eingerichtet. Die Pläne einer Brücke wurden vorerst von zwei Seiten bekämpft: die Hafenbehörde von Philadelphia und lokale Handelsorganisationen befürchtete ein Hindernis für die Schifffahrt und das Kriegsministerium befürchtete, dass im Kriegsfall die Brücke Ziel von Angriffen sein könnte und im Falle einer Zerstörung den Zugang zu den flussaufwärts liegenden Philadelphia Navy Yard abschneiden könnte.
Als der Verkehr nach dem Zweiten Weltkrieg sprunghaft zunahm und zu stundenlangen Staus vor der Fähre führte, sahen die Behörden schließlich ein, dass die Brücke eine Notwendigkeit ist, so dass der Kongress 1946 in den Bau der Brücke einwilligte.

## Die erste Brücke
Die Brücke wurde von Othmar Ammann entworfen und von der American Bridge Company erbaut. Baubeginn war am 1. Februar 1949, die Eröffnung am 16. August 1951. Die Baukosten beliefen sich auf 44 Millionen US-Dollar. Sie ist den im Zweiten Weltkrieg Gefallenen beider angrenzenden Staaten gewidmet.
Die Hängebrücke ist 3281 Meter, mit den Zufahrtsrampen ungefähr vier Kilometer lang. Die Pylone sind 127 Meter hoch und tragen mit zwei 1250 Meter langen Tragkabel den Versteifungsträger auf einer Höhe von 57 Metern. Die Tragkabel sind 50 cm stark. Jedes Kabel besteht aus 19 Litzen, die jeweils aus 436 Drähten mit einer Drahtstärke von 4,7 mm bestehen. Im Gesamten wurden ungefähr 20.000 Kilometer Draht im Luftspinnverfahren versponnen.
Die Fundamente der Pylone haben eine Grundfläche von ungefähr 30 × 65 Meter. Die Fundamente bestehen aus Senkkasten, die ungefähr dreißig Meter tief in den Grund versenkt wurden und mit je 27.000 Tonnen Beton gefüllt wurden. Das Betonieren dauerte sieben Tage und war damals der längste ununterbrochene Betoniervorgang der Geschichte. Die Ankerblöcke bestehen je aus 23.200 Tonnen Beton. Sie wurden hinter einem 30 × 70 Meter messenden und 20 Meter tiefen Kofferdamm errichtet.

## Die zweite Brücke
Die vier Fahrstreifen der ersten Brücke wurden schnell zu knapp für den Verkehr. Bereits ein Jahr nach der Eröffnung wurden mehr als doppelt so viele Fahrzeuge gezählt, als vorausberechnet wurde. Statt der vorgesehenen jährlichen 3,6 Mio. Fahrzeuge benutzten 1952 bereits 6,7 Mio. Fahrzeuge die Brücke und in den 60er Jahren waren es sogar mehr als 15 Mio., so dass beschlossen wurde, eine zweite Brücke nördlich der bestehenden zu bauen.
Der Bau begann im Sommer 1964. Bis auf wenige Details wurde die Brücke gleich ausgeführt wie die erste, einzig die Fahrstreifen wurden statt 3,65 m neu 4 m breit gebaut, um den neuen breiteren Automodellen gerecht zu werden. Weiter wurde eine Signalanlage installiert, welcher erlaubt, Streifen zu sperren oder für den Gegenverkehr freizugeben. Die Baukosten beliefen sich auf 77 Millionen US-Dollar. Die Brücke wurde am 12. September 1968 eröffnet. Sie ist den im Koreakrieg und Vietnamkrieg Gefallenen beider angrenzenden Staaten gewidmet.
Nach der Eröffnung der zweiten Brücke wurde die erste Brücke für Unterhaltsarbeiten geschlossen, bei denen die Mittelleitplanke entfernt wurde und die Fahrstreifen verbreitert wurden. Am 29. Dezember 1969 war die erste Brücke wieder in Betrieb. Sie führt den Verkehr Richtung Norden, während die zweite Brücke den Verkehr Richtung Süden führt.
Am 9. Juli 1969 rammte der Tanker Regent Liverpool das Fendersystem, welches die Pylone vor Kollisionen schützt. Die Brücke selbst erlitt keinen Schaden, aber die Reparaturkosten am Fendersystem beliefen sich auf ein Million US-Dollar.
Seit 1992 wird der Brückenzoll nur noch in Richtung Süden erhoben.